# Сопротивление в школе
«Сопротивление в школе» (кит. трад. 逃学威龙) — гонконгская комедия 1991 года, снятая режиссёром Гордоном Чаном. Главные роли в фильме исполнили Стивен Чоу, Ын Мантат и Шарла Чён.
Фильм получил 4 номинации Гонконгской кинопремии.

## Сюжет
Спецназовец Чоу Синг-Синг (Стивен Чоу) получает задание внедриться под прикрытием в одну из школ Гонконга, чтобы выяснить кто именно из школьников во время экскурсии украл у шефа полиции табельный пистолет. В напарники ему дают Дядю Тата (Ын Мантат), который изображает его отца. Чоу влюбляется в учительницу (Шарла Чён) и выясняет, что в школе орудует триада под предводительством Большого Тедди (Рой Чунг). 

## В ролях
- Стивен Чоу — Стар Чоу / Чоу Синг-Синг, полицейский под прикрытием
- Шарла Чён — мисс Хо
- Ын Мантат — Цо Тат-Ва / Дядя Тат, полицейский под прикрытием
- Рой Чунг — Большой Тедди, лидера незаконного оборота оружия
- Барри Вонг — сэра Вонг, старшего суперинтендант полиции, начальник Чоу и Дядя Тат
- Габриэль Вонг — Черепаха Вонг, одноклассник и союзник Синга
- Пол Чун — Лам Зук-Дук, школьный воспитатель

## Награды и номинации
| Награды и номинации         | Награды и номинации        | Награды и номинации   | Награды и номинации |
| Премия                      | Категория                  | Лауреат               | Результат           |
| --------------------------- | -------------------------- | --------------------- | ------------------- |
| 11-я Гонконгская кинопремия | Лучший режиссёр            | Гордон Чан            | Номинация           |
| 11-я Гонконгская кинопремия | Лучший сценарий            | Гордон Чан, Бэрри Вон | Номинация           |
| 11-я Гонконгская кинопремия | Лучший актёр               | Стивен Чоу            | Номинация           |
| 11-я Гонконгская кинопремия | Лучший актёр второго плана | Ын Мантат             | Номинация           |